# Макаров, Сергей Михайлович (клоун)
Серге́й Миха́йлович Мака́ров (18 апреля 1940, Москва — 6 февраля 2022, там же) — артист цирка, буффонадный клоун, иллюзионист, режиссёр, театровед, преподаватель, историк цирка, заслуженный деятель искусств России.

## Биография
В середине 50-х поступает в Цирковое училище на курс клоунады к Марку Соломоновичу Местечкину.
- 1961 — после окончания ГУЦЭИ попадает в молодёжный коллектив под руководством знаменитого режиссёра Арнольда Арнольда. Выступает в качестве буффонадного клоуна.
- с 1964 — выступает в качестве «Рыжего» в паре с Львом Зиновьевым, затем ковёрным, параллельно создает номера «Комическая иллюзия».
- в 1965 — знакомится с журналистом А. Н. Исарканом и по его совету печатает свою первую статью В защиту Рыжего. В том же году Макаров поступает в ГИТИС, на театроведческий факультет.
- 1967 — по предложению директора ГУЦЭИ А. Волошина становится художественным руководителем и клоуном только что выпущенного молодёжного циркового коллектива «Беспокойные сердца». Директором коллектива становится Евгений Майхровский (впоследствии известный клоун).
- в этом же году М. С. Местечкин приглашает коллектив для выступлений в Цирк на Цветном бульваре.
- 1968 — уходит с манежа и становится режиссёром-стажером у народного артиста РСФСР М. С. Местечкина;
- 1970 — оканчивает ГИТИС и уходит от Местечкина. Поступает в аспирантуру Института истории искусств Министерства культуры СССР (специализация «Философия»)
- 1974 — переходит в Институт Искусствознания и защищает кандидатскую диссертацию на тему «Народные традиции клоунады».
- 1974—1975 — начальник методической службы Всесоюзной дирекции по подготовке цирковых номеров и аттракционов при Союзгосцирке;
- 1975 — начинает преподавательскую деятельность в ГИТИС;
- 1977 — становится членом редколлегии журнала «Советская эстрада и цирк», а в период с 1991 по 1993 — главным редактором.
- 1978—1986 — директор ГУЦЭИ;
- 1979 — член президиума правления ЦДРИ.
- 1981 — выпускает книгу, посвященную Ю. Никулину и М. Шуйдину.
- 1986 — выпускает первую книгу — пособие для отделений режиссуры цирка театральных институтов и училищ циркового искусства «Советская клоунада»
- 1992 — защищает докторскую диссертацию на тему «Искусство цирковых клоунов XX века.»
- 1993—1994 — вице-президент «Росгосцирка».

Когда в Институте искусствознания создаётся сектор, занимающийся изучением эстрадного и циркового искусства, становится в нём младшим, а после и ведущим научным сотрудником. Постоянно публикует рецензии на цирковые программы, преподаёт, пишет книги.

## Звания и должности
- 1974 — Научный сотрудник Государственного института искусствознания.
- 1991—1993 — главный редактор журнала «Советская эстрада и цирк» (переименован в «Эстрада и цирк»).
- 1992 — Доктор искусствоведения.
- 1993 — Вице-президент «Росгосцирка».
- 1998 — Советник Китайского национального цирка.
- 1999 — Заслуженный деятель искусств Российской Федерации.
- 2004 — Благодарность Министра культуры и массовых коммуникаций Российской Федерации (21 декабря 2004 года) — за сохранение и приумножение лучших традиций отечественной культуры и в связи с 75-летием Центрального Дома работников искусств[1].
- Президент Академии циркового искусства.

## Постановки
- «Цветы дружбы» (совместно с Ю. Архипцевым).
- «Цирковой салют».
- «Хрустальные слезы».